# Jean Benoît de Porcellets
 (septembre 2014).
 (septembre 2011).
Jean Benoît des Porcellets (11 septembre 1680 à Saint-Sernin-en-Rouergue - vers 1759) est un militaire et gentilhomme français des XVIIe et XVIIIe siècles. Il est général des armées du roi Louis XIV.
Jean Benoît de Porcellets appartient à l'illustre Maison de Provence des Porcellets. Son nom complet était Jean Benoît Guillaume César Auguste des Porcellets de Maillane.
Le Marquis portait en outre les titres de Baron de Malioc, et de seigneur du Jou, Varagenes, la Gardiolle, du Pont Crouzet et de la Baume.
Il était aussi gouverneur de provinces.

## Biographie
C’était le descendant d’un fils naturel d’Honoré des Porcellets, consul de Beaucaire sur le Rhône de 1531 à 1563, fils naturel qui s’était fixé en Albigeois après son remariage en 1598 avec une Auvergnate, Anne des Ondes, dame d’Ocruve du Jou.
Jean-Benoît des Porcellets a suivi la carrière des armes. En 1702, dès le début de la guerre de Succession d’Espagne, alors qu’il n’était que brigadier des camps et armées du Roi, il s’était proposé de lever et d’équiper entièrement à ses frais un régiment de Dragons de 480 hommes à cheval. Il leva et équipa également pour son frère Jean-Louis des Porcellets un régiment d’infanterie de 585 hommes, ainsi qu’une compagnie de Dragons pour chacun de ses deux autres frères, Jean-Gilbert et Gilles des Porcellets.
Enfin, il obtint que ses quatre derniers frères, âgés respectivement de sept, six, cinq et deux ans, puissent devenir officiers dans ce même régiment. Louis XIV affirma alors « qu’il ne pouvait avoir à son service trop de personnes d’une aussi illustre race, d’une ancienneté aussi immémoriale, si dévouées et si attachées à l’État ».
Pendant cette guerre de Succession d’Espagne, Jean-Benoît des Porcellets prit part à la bataille de Malplaquet, aux sièges de Douai, d’Asson, de Marchiennes, de St-Amans, du Quesnoy et du Bouchain, ainsi qu’au siège de Fribourg-en-Brisgau.
En 1705-1706, il participa à la levée du Fort-Louis du Rhin et de Drusenheim, à la prise des lignes de la Moder et de l’île de Dalhunden ainsi qu’à l’attaque du Fort-Louis du Rhin à partir de l’île du Marquisat. Il franchit ensuite le Rhin et prit part à la prise des lignes de Bühl et de Stollhofen. Renvoyé dans les Flandres, il enlève le fort de Bioche, passe la rivière de la Scarpe, participe à la défense de Béthune, à la prise d’Arlen, au combat sous Douai, à la défense de l’Escaut, au passage de Proüy, ainsi qu’au combat dessous Valenciennes, où il commandait d’ailleurs en chef.
Il est ensuite chargé de négociations importantes et secrètes, en Suisse avec le Corps helvétique et l’Empereur, avant d’assister le Maréchal de Villars aux négociations des traités de paix de Rastadt et de Baden.
Jean-Benoît des Porcellets a été nommé Colonel de Dragons en mars 1710.
En mars 1720, en récompense de ses états de service, sa terre de Saint-Sernin-de-Rouergue est érigée de Baronnie en Marquisat. Celle-ci relevait directement du roi en plein fief, et se composait alors du bourg de St-Sernin-sur-Rance ainsi que des villages, hameaux et métairies de Riost, La Rouffignié, La Sourbiée, Lons, Bugarels, Quantin, St-Quentin de Sicard, Gazet, Masgrand, Labit, Les Niglesses, Pesagerie, Raynant, Pradagouge, La Saissié, La Viguerie, Le Lac et La Balme, ce qui lui donnait une circonférence d’environ trois lieues. Il lui était attaché les droits de haute, moyenne et basse justice ainsi que tous les autres droits seigneuriaux.
En 1735, Jean-Benoît des Porcellets de Maillane accéda au grade de Maréchal de camp, puis de Lieutenant Général des armées du Roi.
En 1741, enfin, il est nommé Gouverneur des îles et places de Belle-Île-en-Mer, en Bretagne, fonction qu’il occupera jusqu’en 1748 et qui lui donnait également autorité sur les îles voisines de Houat et de Hoëdic. Accessoirement, il était aussi le gouverneur particulier des îles de Ruis, Cerceau, Questembert et de Quimperlé.
C’est ainsi qu’il eut à faire face en 1746, lors de la guerre de Succession d’Autriche, à un blocus de Belle-île par la flotte britannique. Au cours de ce blocus, la frégate de l’Amiral britannique vint s’approcher du Palais, principal port de l’île, que domine la citadelle Vauban, mais sans saluer celle-ci de son pavillon. Jean-Benoît des Porcellets ordonna donc de la bombarder. Sur ce, le Britannique consentit à amener son pavillon, puis à envoyer un parlementaire à bord d’une chaloupe arborant un drapeau blanc. Ce parlementaire, qui proposait de rendre aux français les trente prisonniers faits à l’île de Houat, fut reçu par le gouverneur le plus courtoisement du monde. Il se vit offrir une collation ainsi que des présents (fruits et bons vins de France) pour son Amiral. Puis l’homme s’en retourna avec un émissaire français, porteur de la réponse à l’Amiral. Celle-ci était bien dans le ton de l’époque : il ne pouvait être question pour le gouverneur de Belle-île de reprendre des prisonniers qui avaient si pitoyablement défendu l’île de Houat. À son tour, l’émissaire français fut reçu à bord de la frégate britannique de la façon la plus gracieuse. Il en reviendra avec des liqueurs et du xérès pour son Gouverneur. Puis les opérations militaires se terminèrent, car les Britanniques renoncèrent bientôt à leur blocus.

## Sources et bibliographie
- Mémoires de Saint-Simon, Louis de Rouvroy Saint-Simon
- Arthur André Gabriel Michel de Boislisle, Léon Lecestre, Jean Georges Léon Michel de Boislisle, Hachette, 1897
- Mémoires du maréchal de Villars, Claude Louis Hector Villars, Melchior Vogüé, Éditions Renouard et H. Laurens, 1904